# Hokejowa Liga Mistrzów (2023/2024)
Hokejowa Liga Mistrzów 2023/2024 jubileuszowa dziesiąta edycja europejskiego, klubowego turnieju hokeja na lodzie, rozgrywanego pod patronatem IIHF. Przeznaczony dla najlepszych męskich hokejowych drużyn klubowych (zajmujących czołowe miejsca w europejskich ligach krajowych). Są to najbardziej prestiżowe klubowe zmagania hokejowe w Europie.
Od tego sezonu zmieniony został format rozgrywek. Liczba drużyn została zmniejszona z 32 do 24 drużyn. Faza grupowa została zastąpiona sezonem zasadniczym, w którym drużyny rozegrają po sześć meczów, przy czym drużyny zostaną sklasyfikowane w klasyfikacji generalnej, a najlepsza 16 awansowała do fazy play-off.
W losowaniu w sezonu zasadniczego drużyny zostały przydzielone do czterech koszyków, po sześć w każdym. Rozstawienie było uzależnione od osiągnięć drużyn w swoich ligach krajowych oraz pozycji danej ligi w rankingu ligi CHL. Każda drużyna została wylosowana przeciwko dwóm drużynom z każdego z pozostałych trzech koszyków.

## Uczestnicy

### Warunki gry w HLM
W rozgrywkach uczestniczą 24 zespoły z 11 państw. Wymogiem uczestnictwa w tegorocznej edycji HLM było spełnienie jednego z pięciu warunków:
1. Mistrzostwo Ligi Mistrzów 2022/2023
2. Mistrzostwo kraju
3. Zwycięstwo w sezonie zasadniczym
4. Wicemistrzostwo sezonu zasadniczego
5. Trzecie miejsce w sezonie zasadniczym

### Drużyny
| Drużyna                | Miasto          | Liga                                   | Kwalifikacja                            |
| ---------------------- | --------------- | -------------------------------------- | --------------------------------------- |
| Tappara                | Tampere         | Liiga                                  | zwycięzca HLM 2022/2023                 |
| Växjö Lakers           | Växjö           | Svenska hockeyligan                    | mistrz kraju                            |
| Skellefteå AIK         | Skellefteå      | Svenska hockeyligan                    | wicemistrz sezonu zasadniczego          |
| Färjestad BK           | Karlstad        | Svenska hockeyligan                    | trzecie miejsce w sezonie zasadniczym   |
| Servette Genewa        | Genewa          | National League                        | mistrz kraju                            |
| EHC Biel               | Biel/Bienne     | National League                        | wicemistrz sezonu zasadniczego          |
| Rapperswil-Jona Lakers | Rapperswil-Jona | National League                        | trzecie miejsce sezonu zasadniczego     |
| EHC Red Bull Monachium | Monachium       | Deutsche Eishockey Liga                | mistrz kraju                            |
| ERC Ingolstadt         | Ingolstadt      | Deutsche Eishockey Liga                | wicemistrz sezonu zasadniczego          |
| Adler Mannheim         | Mannheim        | Deutsche Eishockey Liga                | trzecie miejsce sezonu zasadniczego     |
| Ilves                  | Tampere         | Liiga                                  | wicemistrz sezonu zasadniczego          |
| Lukko                  | Rauma           | Liiga                                  | trzecie miejsce sezonu zasadniczego     |
| Pelicans Lahti         | Lahti           | Liiga                                  | czwarte miejsce sezonu zasadniczego     |
| HC Oceláři Trzyniec    | Trzyniec        | Tipsport Ekstraliga                    | mistrz kraju                            |
| Dynamo Pardubice       | Pardubice       | Tipsport Ekstraliga                    | mistrz sezonu zasadniczego              |
| Vítkovice Ridera       | Ostrawa         | Tipsport Ekstraliga                    | wicemistrz sezonu zasadniczego          |
| EC Red Bull Salzburg   | Salzburg        | Österreichische Eishockey-Liga         | mistrz kraju                            |
| HC Bolzano             | Bolzano         | Österreichische Eishockey-Liga         | mistrz sezonu zasadniczego              |
| HC Innsbruck           | Innsbruck       | Österreichische Eishockey-Liga         | trzecie miejsce sezonu zasadniczego     |
| Aalborg Pirates        | Aalborg         | Metal Ligaen                           | mistrz kraju                            |
| Rouen Dragons          | Rouen           | Ligue Magnus                           | mistrz kraju                            |
| Stavanger Oilers       | Stavanger       | GET-ligaen                             | mistrz kraju                            |
| HC Košice              | Koszyce         | Ekstraliga słowacka w hokeju na lodzie | mistrz kraju                            |
| Belfast Giants         | Belfast         | Elite Ice Hockey League                | zwycięzca sezonu zasadniczego 2022/2023 |

## Terminarz
| Faza           | Runda        | Pierwszy mecz                          | Drugi mecz                             |
| -------------- | ------------ | -------------------------------------- | -------------------------------------- |
| Faza grupowa   | Faza grupowa | od 31 sierpnia do 18 października 2023 | od 31 sierpnia do 18 października 2023 |
| Faza pucharowa | 1/8 finału   | 14-15 listopada 2023                   | 21-22 listopada 2023                   |
| Faza pucharowa | Ćwierćfinały | 5-6 grudzień 2023                      | 12 grudzień 2023                       |
| Faza pucharowa | Półfinały    | 9-10 stycznia 2024                     | 16-17 stycznia 2024                    |
| Faza pucharowa | Finał        | 20 lutego 2024                         | 20 lutego 2024                         |

## Losowanie
Oto podział drużyn na koszyki podczas losowania:
| Koszyk 1                                                                               | Koszyk 2                                                                    | Koszyk 3                                                                                        | Koszyk 4                                                                                 |
| -------------------------------------------------------------------------------------- | --------------------------------------------------------------------------- | ----------------------------------------------------------------------------------------------- | ---------------------------------------------------------------------------------------- |
| Tappara Växjö Lakers Servette Genewa EHC Red Bull Monachium Ilves EC Red Bull Salzburg | HC Oceláři Trzyniec Skellefteå AIK EHC Biel ERC Ingolstadt Lukko HC Bolzano | Dynamo Pardubice Färjestad BK Rapperswil-Jona Lakers Adler Mannheim Pelicans Lahti HC Innsbruck | Vítkovice Ridera Rouen Dragons Stavanger Oilers Aalborg Pirates Belfast Giants HC Košice |

## Faza grupowa

### 1 kolejka
| 31 sierpnia 2023 | Dynamo Pardubice | 1:3 | Ilves | Enteria arena, Pardubice |

| Szczegóły      | Szczegóły           | Szczegóły       | Szczegóły                                                      | Szczegóły                                                                                         |
| -------------- | ------------------- | --------------- | -------------------------------------------------------------- | ------------------------------------------------------------------------------------------------- |
| Godzina: 17:30 | L. Radil (EQ) 46:38 | (0:1, 0:1, 1:1) | 08:07 (EQ) J. Ikonen 25:53 (EQ) S. Ratinen 49:50 (PP) E. Suomi | Widzów: 6423 Sędzia główny: Jan Hribik Daniel Pražák Sędziowie liniowi: Jiří Svoboda Daniel Hynek |
| Godzina: 17:30 | 8 min. kar          |                 | 10 min. kar                                                    | Widzów: 6423 Sędzia główny: Jan Hribik Daniel Pražák Sędziowie liniowi: Jiří Svoboda Daniel Hynek |

| 31 sierpnia 2023 | Pelicans Lahti | 1:5 | Växjö Lakers | Isku Areena, Lahti |

| Szczegóły      | Szczegóły              | Szczegóły       | Szczegóły | Szczegóły |
| -------------- | ---------------------- | --------------- | --- | --- |
| Godzina: 17:30 | L. Bryggman (EQ) 28:21 | (0:1, 1:2, 0:2) | 04:19 (EQ) M. Sylvegård 27:50 (EQ) J. Blichfeld 34:34 (PP) T. Rieder 45:31 (PP) J. Blichfeld 59:38 (EQ/EN) B. Cooper | Widzów: 2103 Sędzia główny: Lassi Heikkinen Mikko Kaukokari Sędziowie liniowi: Lauri Nikulainen Luka Mäkinen |
| Godzina: 17:30 | 37 min. kar            |                 | 8 min. kar | Widzów: 2103 Sędzia główny: Lassi Heikkinen Mikko Kaukokari Sędziowie liniowi: Lauri Nikulainen Luka Mäkinen |

| 31 sierpnia 2023 | Stavanger Oilers | 2:4 | Färjestad BK | DNB Arena, Stavanger |

| Szczegóły      | Szczegóły                                  | Szczegóły       | Szczegóły                                                                                     | Szczegóły |
| -------------- | ------------------------------------------ | --------------- | --------------------------------------------------------------------------------------------- | --- |
| Godzina: 18:00 | M. Gran (PP) 07:36 A. Henriksen (EQ) 52:06 | (1:1, 0:1, 1:2) | 19:38 (EQ) J. Nyström 27:27 (EQ) A. Tornberg 43:49 (PP) D. Tomášek 59:17 (EQ/EN) M. Lindqvist | Widzów: 2694 Sędzia główny: Petter Bjerkan Bakken Roy Stian Hansen Sędziowie liniowi: Njaal Søstumoen Knut Einar Bråten |
| Godzina: 18:00 | 12 min. kar                                |                 | 12 min. kar                                                                                   | Widzów: 2694 Sędzia główny: Petter Bjerkan Bakken Roy Stian Hansen Sędziowie liniowi: Njaal Søstumoen Knut Einar Bråten |

| 31 sierpnia 2023 | Aalborg Pirates | 1:2 pd. | Tappara | Sparekassen Danmark Isarena, Aalborg |

| Szczegóły      | Szczegóły            | Szczegóły            | Szczegóły                                     | Szczegóły |
| -------------- | -------------------- | -------------------- | --------------------------------------------- | --- |
| Godzina: 19:00 | C. Brooks (EQ) 32:33 | (0:0, 1:1, 0:0, 0:1) | 21:19 (EQ) N. Baptiste 64:09 (EQ) N. Baptiste | Widzów: 1954 Sędzia główny: Martin Christensen Thomas Andersen Sędziowie liniowi: Albert Ankerstjerne Alexander Kaptain |
| Godzina: 19:00 | 6 min. kar           |                      | 8 min. kar                                    | Widzów: 1954 Sędzia główny: Martin Christensen Thomas Andersen Sędziowie liniowi: Albert Ankerstjerne Alexander Kaptain |

| 31 sierpnia 2023 | Adler Mannheim | 4:2 | HC Bolzano | SAP Arena, Mannheim |

| Szczegóły      | Szczegóły                                                                                | Szczegóły       | Szczegóły                                 | Szczegóły |
| -------------- | ---------------------------------------------------------------------------------------- | --------------- | ----------------------------------------- | --- |
| Godzina: 19:30 | M. Plachta (PP) 28:19 J. Murray (EQ) 35:47 D. Wolf (EQ) 45:11 J. Jokipakka (EQ/EN) 59:10 | (0:1, 2:1, 2:0) | 11:39 (EQ) B. McClure 26:41 (EQ) M. Halmo | Widzów: 7494 Sędzia główny: Lasse Kopitz André Schrader Sędziowie liniowi: Jan Philipp Priebsch Patrick Laguzov |
| Godzina: 19:30 | 10 min. kar                                                                              |                 | 10 min. kar                               | Widzów: 7494 Sędzia główny: Lasse Kopitz André Schrader Sędziowie liniowi: Jan Philipp Priebsch Patrick Laguzov |

| 31 sierpnia 2023 | EHC Biel | 3:1 | HC Košice | Tissot Arena, Biel/Bienne |

| Szczegóły      | Szczegóły                                                          | Szczegóły       | Szczegóły                  | Szczegóły                                                                                                  |
| -------------- | ------------------------------------------------------------------ | --------------- | -------------------------- | --- |
| Godzina: 19:45 | G. Haas (EQ) 08:44 I. Derungs (EQ) 23:06 J. Sallinen (EQ/EN) 58:02 | (1:1, 1:0, 1:0) | 11:55 (PP) J. Jääskeläinen | Widzów: 3463 Sędzia główny: Miroslav Štolc Stefan Hürlimann Sędziowie liniowi: Dario Fuchs Michael Stalder |
| Godzina: 19:45 | 6 min. kar                                                         |                 | 8 min. kar                 | Widzów: 3463 Sędzia główny: Miroslav Štolc Stefan Hürlimann Sędziowie liniowi: Dario Fuchs Michael Stalder |

| 31 sierpnia 2023 | Rouen Dragons | 3:5 | ERC Ingolstadt | Patinoire Nathalie Péchalat, Rouen |

| Szczegóły      | Szczegóły                                                        | Szczegóły       | Szczegóły | Szczegóły                                                                                               |
| -------------- | ---------------------------------------------------------------- | --------------- | --- | --- |
| Godzina: 20:00 | R. Vīgners (PP) 05:43 S. Guimond (PP) 31:12 A. Mallet (PP) 59:56 | (1:2, 1:0, 1:3) | 07:38 (EQ) W. Stachowiak 19:42 (EQ) J. Nijenhuis 46:02 (EQ) D. Pietta 49:42 (EQ) P. Virta 54:03 (PP) W. Stachowiak | Widzów: 3247 Sędzia główny: Pierre Dehaen Yann Furet Sędziowie liniowi: Cyril Debuche Clément Goncalves |
| Godzina: 20:00 | 8 min. kar                                                       |                 | 10 min. kar | Widzów: 3247 Sędzia główny: Pierre Dehaen Yann Furet Sędziowie liniowi: Cyril Debuche Clément Goncalves |

| 31 sierpnia 2023 | HC Innsbruck | 5:2 | Servette Genewa | TWK Arena, Innsbruck |

| Szczegóły      | Szczegóły                                                                                            | Szczegóły       | Szczegóły                               | Szczegóły                                                                                                   |
| -------------- | --- | --------------- | --------------------------------------- | --- |
| Godzina: 20:20 | L. Bär (EQ) 27:04 K. Roy (EQ) 32:23 B. Shaw (PP2) 38:03 C. Mackin (EQ/EN) 58:33 K. Roy (EQ/EN) 59:57 | (0:2, 3:0, 2:0) | 01:29 (EQ) N. Rod 02:31 (EQ) V. Praplan | Widzów: 2400 Sędzia główny: Trpimir Piragić Milan Zrnić Sędziowie liniowi: Daniel Sparer Ulrich Pardatscher |
| Godzina: 20:20 | 14 min. kar                                                                                          |                 | 10 min. kar                             | Widzów: 2400 Sędzia główny: Trpimir Piragić Milan Zrnić Sędziowie liniowi: Daniel Sparer Ulrich Pardatscher |

| 1 września 2023 | HC Oceláři Trzyniec | 6:7 pd. | Rapperswil-Jona Lakers | Werk Arena, Trzyniec |

| Szczegóły      | Szczegóły | Szczegóły            | Szczegóły | Szczegóły                                                                                             |
| -------------- | --- | -------------------- | --- | --- |
| Godzina: 17:00 | T. Kundrátek (EQ) 07:57 R. Pánik (EQ) 25:40 A. Polášek (EQ) 26:42 M. Dańo (SH) 37:59 L. Hudáček (PP) 41:05 L. Hudáček (EA) 57:58 | (1:1, 3:1, 2:4, 0:1) | 11:46 (EQ) Y.-L. Albrecht 37:36 (EQ) J. Schroeder 43:12 (PP2) T. Moy 44:34 (PP2) N. Dünner 54:18 (EQ) N. Vouardoux 57:18 (EQ) T. Grossniklaus 61:10 (EQ) J. Schroeder | Widzów: 3406 Sędzia główny: Antonín Jeřábek Jiří Ondráček Sędziowie liniowi: Lukáš Rampír Vít Lederer |
| Godzina: 17:00 | 10 min. kar |                      | 8 min. kar | Widzów: 3406 Sędzia główny: Antonín Jeřábek Jiří Ondráček Sędziowie liniowi: Lukáš Rampír Vít Lederer |

| 1 września 2023 | Lukko | 3:1 | Belfast Giants | Kivikylän Areena, Rauma |

| Szczegóły      | Szczegóły                                                    | Szczegóły       | Szczegóły            | Szczegóły                                                                                               |
| -------------- | ------------------------------------------------------------ | --------------- | -------------------- | --- |
| Godzina: 17:30 | S. Repo (PP) 33:34 B. Burke (EQ) 45:38 S. Repo (EQ/EN) 59:48 | (0:0, 1:1, 2:0) | 29:18 (EQ) G. Printz | Widzów: 2624 Sędzia główny: Riku Brander Kristian Vikman Sędziowie liniowi: Tommi Niittylä Joni Pekkala |
| Godzina: 17:30 | 4 min. kar                                                   |                 | 6 min. kar           | Widzów: 2624 Sędzia główny: Riku Brander Kristian Vikman Sędziowie liniowi: Tommi Niittylä Joni Pekkala |

| 1 września 2023 | Vítkovice Ridera | 4:3 pk. | EHC Red Bull Monachium | Ostravar Aréna, Ostrawa |

| Szczegóły      | Szczegóły                                                                        | Szczegóły                 | Szczegóły                                                        | Szczegóły                                                                                       |
| -------------- | -------------------------------------------------------------------------------- | ------------------------- | ---------------------------------------------------------------- | ----------------------------------------------------------------------------------------------- |
| Godzina: 18:30 | D. Lakatoš (EQ) 20:34 S. Percy (PP) 21:23 R. Dej (PP) 39:14 S. Percy (GWG) 65:00 | (0:0, 3:1, 0:2, 0:0, 1:0) | 29:41 (EQ) M. Kastner 49:46 (PP) T. Parkes 52:36 (PP2) A. Ortega | Widzów: 4935 Sędzia główny: Adam Kika Daniel Pražák Sędziowie liniowi: Jiří Ondráček Josef Špůr |
| Godzina: 18:30 | 12 min. kar                                                                      |                           | 8 min. kar                                                       | Widzów: 4935 Sędzia główny: Adam Kika Daniel Pražák Sędziowie liniowi: Jiří Ondráček Josef Špůr |

| 1 września 2023 | Skellefteå AIK | 4:0 | EC Red Bull Salzburg | Skellefteå Kraft Arena, Skellefteå |

| Szczegóły      | Szczegóły                                                                               | Szczegóły       | Szczegóły   | Szczegóły                                                                                              |
| -------------- | --------------------------------------------------------------------------------------- | --------------- | ----------- | --- |
| Godzina: 19:00 | R. Hugg (EQ) 10:59 O. Vuollet (EQ) 23:24 M. Dzierkals (SH) 36:13 P. Lindholm (PP) 55:21 | (1:0, 2:0, 1:0) |             | Widzów: 3285 Sędzia główny: Linus Öhlund Tobias Björk Sędziowie liniowi: Daniel Persson Emil Yletyinen |
| Godzina: 19:00 | 6 min. kar                                                                              |                 | 10 min. kar | Widzów: 3285 Sędzia główny: Linus Öhlund Tobias Björk Sędziowie liniowi: Daniel Persson Emil Yletyinen |

### 2 kolejka
| 2 września 2023 | Stavanger Oilers | 6:7 pk. | Växjö Lakers | DNB Arena, Stavanger |

| Szczegóły      | Szczegóły | Szczegóły                 | Szczegóły | Szczegóły |
| -------------- | --- | ------------------------- | --- | --- |
| Godzina: 15:00 | C. Karlsen (EQ) 00:56 N. Dineen (EQ) 30:16 S. Bourque (EQ) 52:54 S. Bjerke (EQ) 54:17 A. Henriksen (EA) 57:58 A. Strandborg (PP/EA) 58:37 | (1:1, 1:1, 4:4, 0:0, 0:1) | 07:53 (PP) M. Sylvegård 22:49 (EQ) J. Persson 40:49 (EQ) N. Östlund 41:51 (EQ) J. Blichfeld 45:34 (EQ) F. Eriksson 51:29 (EQ) J. Persson 65:00 (GWG) N. Östlund | Widzów: 2281 Sędzia główny: Christian Bo Persson Marc Wannerstedt Sędziowie liniowi: Herman Kruse Johansen Niklas Aldar Wilhelmsen |
| Godzina: 15:00 | 6 min. kar |                           | 8 min. kar | Widzów: 2281 Sędzia główny: Christian Bo Persson Marc Wannerstedt Sędziowie liniowi: Herman Kruse Johansen Niklas Aldar Wilhelmsen |

| 2 września 2023 | Tappara | 6:0 | Belfast Giants | Nokia Arena, Tampere |

| Szczegóły      | Szczegóły | Szczegóły       | Szczegóły   | Szczegóły                                                                                              |
| -------------- | --- | --------------- | ----------- | --- |
| Godzina: 16:00 | P. Puhakka (SH) 12:27 N. Halloran (PP) 21:43 O. Keskinen (EQ) 29:25 C. Camper (PP) 36:05 N. Halloran (PP) 46:21 N. Baptiste (PP) 50:05 | (1:0, 3:0, 2:0) |             | Widzów: 4002 Sędzia główny: Timo Ruuska Anssi Salonen Sędziowie liniowi: Onni Hautamaki Tommi Niittylä |
| Godzina: 16:00 | 8 min. kar |                 | 16 min. kar | Widzów: 4002 Sędzia główny: Timo Ruuska Anssi Salonen Sędziowie liniowi: Onni Hautamaki Tommi Niittylä |

| 2 września 2023 | ERC Ingolstadt | 3:2 | Färjestad BK | Saturn Arena, Ingolstadt |

| Szczegóły      | Szczegóły                                                         | Szczegóły       | Szczegóły                                      | Szczegóły                                                                                         |
| -------------- | ----------------------------------------------------------------- | --------------- | ---------------------------------------------- | ------------------------------------------------------------------------------------------------- |
| Godzina: 17:30 | W. Simpson (EQ) 04:08 A. Rowe (EQ) 14:17 W. Stachowiak (EQ) 26:09 | (2:1, 1:0, 0:1) | 11:56 (EQ) M. Lindqvist 43:41 (EQ) M. Westfält | Widzów: 3330 Sędzia główny: Martin Fraňo Marc Iwert Sędziowie liniowi: Yannik Koziol Joshua Römer |
| Godzina: 17:30 | 6 min. kar                                                        |                 | 8 min. kar                                     | Widzów: 3330 Sędzia główny: Martin Fraňo Marc Iwert Sędziowie liniowi: Yannik Koziol Joshua Römer |

| 2 września 2023 | HC Košice | 2:3 | Servette Genewa | Steel Aréna, Koszyce |

| Szczegóły      | Szczegóły                                   | Szczegóły       | Szczegóły                                                      | Szczegóły                                                                                          |
| -------------- | ------------------------------------------- | --------------- | -------------------------------------------------------------- | -------------------------------------------------------------------------------------------------- |
| Godzina: 18:00 | F. Krivošík (EQ) 20:25 M. Lunter (EQ) 38:39 | (0:0, 2:2, 0:1) | 24:13 (EQ) N. Rod 27:50 (EQ) T. Lennström 44:41 (EQ) J. Jooris | Widzów: 4033 Sędzia główny: Tomáš Hronský Juraj Konc Sędziowie liniowi: Peter Jedlicka Daniel Konc |
| Godzina: 18:00 | 4 min. kar                                  |                 | 4 min. kar                                                     | Widzów: 4033 Sędzia główny: Tomáš Hronský Juraj Konc Sędziowie liniowi: Peter Jedlicka Daniel Konc |

| 2 września 2023 | EHC Biel | 6:1 | HC Innsbruck | Tissot Arena, Biel/Bienne |

| Szczegóły      | Szczegóły | Szczegóły       | Szczegóły            | Szczegóły                                                                                                |
| -------------- | --- | --------------- | -------------------- | --- |
| Godzina: 18:30 | L. Hischier (EQ) 04:56 T. Rajala (PP) 11:14 F. Hofer (PP) 14:21 F. Hofer (EQ) 21:31 T. Kessler (EQ) 36:26 G. Haas (PP) 49:53 | (3:0, 2:1, 1:0) | 39:57 (EQ) C. Mackin | Widzów: 3701 Sędzia główny: Cedric Borga Lukas Kohlmüller Sędziowie liniowi: Dominik Altmann Nathy Burgy |
| Godzina: 18:30 | 2 min. kar |                 | 12 min. kar          | Widzów: 3701 Sędzia główny: Cedric Borga Lukas Kohlmüller Sędziowie liniowi: Dominik Altmann Nathy Burgy |

| 2 września 2023 | HC Bolzano | 1:7 | Ilves | Sparkasse Arena, Bolzano |

| Szczegóły      | Szczegóły            | Szczegóły       | Szczegóły | Szczegóły |
| -------------- | -------------------- | --------------- | --- | --- |
| Godzina: 19:45 | C. Thomas (PP) 18:15 | (1:3, 0:4, 0:0) | 04:00 (EQ) D. Mašín 04:19 (EQ) Š. Stránský 06:34 (EQ) V. Meskanen 26:05 (PP) E. Suomi 29:12 (PP2) L. Lancaster 30:16 (PP2) M. Mäntykivi 37:41 (PP) O. Palve | Widzów: 2602 Sędzia główny: Manuel Nikolić Milan Zrnić Sędziowie liniowi: Jaka Gasper Zgonc Ulrich Pardatscher |
| Godzina: 19:45 | 53 min. kar          |                 | 43 min. kar | Widzów: 2602 Sędzia główny: Manuel Nikolić Milan Zrnić Sędziowie liniowi: Jaka Gasper Zgonc Ulrich Pardatscher |

| 2 września 2023 | Rouen Dragons | 3:8 | Pelicans Lahti | Patinoire Nathalie Péchalat, Rouen |

| Szczegóły      | Szczegóły                                                        | Szczegóły       | Szczegóły | Szczegóły |
| -------------- | ---------------------------------------------------------------- | --------------- | --- | --- |
| Godzina: 20:00 | A. Honejsek (EQ) 00:45 F. Perron (SH) 13:24 M. Haščák (PP) 48:10 | (2:6, 0:1, 1:1) | 01:03 (EQ) K. Hirvonen 02:48 (EQ) P. Carlsson 04:24 (EQ) A. Jämsen 09:22 (EQ) R. Lasch 13:18 (PP) L. Bryggman 15:47 (EQ) P. Riihinen 22:02 (PP) S. Hämäläinen 40:35 (EQ) K. Puutio | Widzów: 3279 Sędzia główny: Geoffrey Barcelo Nicolas Cregut Sędziowie liniowi: Ugolini Quentin Nicolas Constantineau |
| Godzina: 20:00 | 29 min. kar                                                      |                 | 8 min. kar | Widzów: 3279 Sędzia główny: Geoffrey Barcelo Nicolas Cregut Sędziowie liniowi: Ugolini Quentin Nicolas Constantineau |

| 3 września 2023 | HC Oceláři Trzyniec | 0:2 | EHC Red Bull Monachium | Werk Arena, Trzyniec |

| Szczegóły      | Szczegóły  | Szczegóły       | Szczegóły                                     | Szczegóły                                                                                       |
| -------------- | ---------- | --------------- | --------------------------------------------- | ----------------------------------------------------------------------------------------------- |
| Godzina: 15:00 |            | (0:0, 0:0, 0:2) | 51:18 (EQ) R. McKiernan 57:43 (EQ/EN) A. Eder | Widzów: 3165 Sędzia główny: Adam Kika Jakub Šindel Sędziowie liniowi: Jiří Svoboda Petr Šimánek |
| Godzina: 15:00 | 8 min. kar |                 | 12 min. kar                                   | Widzów: 3165 Sędzia główny: Adam Kika Jakub Šindel Sędziowie liniowi: Jiří Svoboda Petr Šimánek |

| 3 września 2023 | Adler Mannheim | 3:2 | EC Red Bull Salzburg | SAP Arena, Mannheim |

| Szczegóły      | Szczegóły                                                             | Szczegóły       | Szczegóły                                  | Szczegóły                                                                                                  |
| -------------- | --------------------------------------------------------------------- | --------------- | ------------------------------------------ | --- |
| Godzina: 16:30 | K. Bennett (SH) 05:56 J. Gilmour (EQ) 21:08 M. Eisenmenger (EQ) 22:37 | (1:0, 2:0, 0:2) | 57:49 (EQ) R. Murphy 59:31 (EA) F. Baltram | Widzów: 8561 Sędzia główny: Marc Iwert Gordon Schukies Sędziowie liniowi: Kai Jürgens Jan Philipp Priebsch |
| Godzina: 16:30 | 58 min. kar                                                           |                 | 35 min. kar                                | Widzów: 8561 Sędzia główny: Marc Iwert Gordon Schukies Sędziowie liniowi: Kai Jürgens Jan Philipp Priebsch |

| 3 września 2023 | Aalborg Pirates | 2:6 | Lukko | Sparekassen Danmark Isarena, Aalborg |

| Szczegóły      | Szczegóły                                   | Szczegóły       | Szczegóły | Szczegóły |
| -------------- | ------------------------------------------- | --------------- | --- | --- |
| Godzina: 17:00 | P.-O. Morin (PP) 16:15 C. Brooks (EQ) 35:02 | (1:2, 1:3, 0:1) | 08:09 (EQ) L. Nyman 11:55 (EQ) T. Reunanen 24:48 (EQ) L. Nyman 31:40 (PP) P. Westerholm 34:43 (EQ) T. Reunanen 46:15 (PP) J. Krannila | Widzów: 1635 Sędzia główny: Thomas Andersen Niclas Lundsgaard Sędziowie liniowi: Andreas Krøyer Emil Dalsgaard |
| Godzina: 17:00 | 6 min. kar                                  |                 | 4 min. kar | Widzów: 1635 Sędzia główny: Thomas Andersen Niclas Lundsgaard Sędziowie liniowi: Andreas Krøyer Emil Dalsgaard |

| 3 września 2023 | Vítkovice Ridera | 4:1 | Rapperswil-Jona Lakers | Ostravar Aréna, Ostrawa |

| Szczegóły      | Szczegóły                                                                           | Szczegóły       | Szczegóły              | Szczegóły                                                                                             |
| -------------- | ----------------------------------------------------------------------------------- | --------------- | ---------------------- | --- |
| Godzina: 17:30 | M. Kalus (PP) 22:09 D. Lakatoš (EQ) 26:49 D. Lakatoš (PP) 35:23 J. Mikuš (PP) 36:54 | (0:0, 4:1, 0:0) | 34:26 (EQ) I. Baragano | Widzów: 5025 Sędzia główny: Daniel Pražák Jiří Ondráček Sędziowie liniowi: Jiří Ondráček Lukáš Rampír |
| Godzina: 17:30 | 6 min. kar                                                                          |                 | 6 min. kar             | Widzów: 5025 Sędzia główny: Daniel Pražák Jiří Ondráček Sędziowie liniowi: Jiří Ondráček Lukáš Rampír |

| 3 września 2023 | Skellefteå AIK | 3:4 | Dynamo Pardubice | Skellefteå Kraft Arena, Skellefteå |

| Szczegóły      | Szczegóły                                                             | Szczegóły       | Szczegóły                                                                             | Szczegóły                                                                                              |
| -------------- | --------------------------------------------------------------------- | --------------- | ------------------------------------------------------------------------------------- | --- |
| Godzina: 18:00 | J. Johnson (EQ) 11:13 L. Lindström (SH) 12:27 M. Dzierkals (EQ) 28:03 | (2:2, 1:0, 0:2) | 08:44 (EQ) J. Mandát 14:01 (EQ) D. Cienciala 53:21 (EQ) A. Musil 57:35 (EQ) L. Sedlák | Widzów: 3154 Sędzia główny: Tobias Björk Linus Öhlund Sędziowie liniowi: Daniel Persson Emil Yletyinen |
| Godzina: 18:00 | 6 min. kar                                                            |                 | 12 min. kar                                                                           | Widzów: 3154 Sędzia główny: Tobias Björk Linus Öhlund Sędziowie liniowi: Daniel Persson Emil Yletyinen |

### 3 kolejka
| 7 września 2023 | Tappara | 2:1 pk. | Adler Mannheim | Nokia Arena, Tampere |

| Szczegóły      | Szczegóły                                     | Szczegóły                 | Szczegóły            | Szczegóły |
| -------------- | --------------------------------------------- | ------------------------- | -------------------- | --- |
| Godzina: 17:30 | P. Puhakka (EQ) 26:07 N. Baptiste (GWG) 65:00 | (0:0, 1:0, 0:1, 0:0, 1:0) | 55:17 (EQ) K. Holzer | Widzów: 3722 Sędzia główny: Riku Brander Jukka-Pekka Koistinen Sędziowie liniowi: Tommi Niittylä Joni Pekkala |
| Godzina: 17:30 | 10 min. kar                                   |                           | 16 min. kar          | Widzów: 3722 Sędzia główny: Riku Brander Jukka-Pekka Koistinen Sędziowie liniowi: Tommi Niittylä Joni Pekkala |

| 7 września 2023 | Dynamo Pardubice | 5:1 | Stavanger Oilers | Enteria arena, Pardubice |

| Szczegóły      | Szczegóły                                                                                                | Szczegóły       | Szczegóły            | Szczegóły                                                                                           |
| -------------- | --- | --------------- | -------------------- | --------------------------------------------------------------------------------------------------- |
| Godzina: 18:00 | T. Hyka (PP) 06:30 D. Cienciala (PP) 17:16 R. Kousal (PP) 27:04 J. Mandát (EQ) 32:29 T. Zeman (EQ) 59:21 | (2:0, 2:1, 1:0) | 33:13 (EQ) S. Bjerke | Widzów: 4452 Sędzia główny: Jakub Šindel Antonín Jeřábek Sędziowie liniowi: Lukáš Rampír Josef Špůr |
| Godzina: 18:00 | 8 min. kar                                                                                               |                 | 31 min. kar          | Widzów: 4452 Sędzia główny: Jakub Šindel Antonín Jeřábek Sędziowie liniowi: Lukáš Rampír Josef Špůr |

| 7 września 2023 | Skellefteå AIK | 0:1 | Rouen Dragons | Skellefteå Kraft Arena, Skellefteå |

| Szczegóły      | Szczegóły  | Szczegóły       | Szczegóły            | Szczegóły                                                                                               |
| -------------- | ---------- | --------------- | -------------------- | --- |
| Godzina: 19:00 |            | (0:1, 0:0, 0:0) | 09:53 (EQ) F. Perron | Widzów: 3260 Sędzia główny: Marcus Linde Mikael Holm Sędziowie liniowi: Rasmus Strömberg Emil Yletyinen |
| Godzina: 19:00 | 2 min. kar |                 | 6 min. kar           | Widzów: 3260 Sędzia główny: Marcus Linde Mikael Holm Sędziowie liniowi: Rasmus Strömberg Emil Yletyinen |

| 7 września 2023 | HC Innsbruck | 2:1 | Belfast Giants | TWK Arena, Innsbruck |

| Szczegóły      | Szczegóły                                | Szczegóły       | Szczegóły                | Szczegóły                                                                                                   |
| -------------- | ---------------------------------------- | --------------- | ------------------------ | --- |
| Godzina: 19:30 | G. Green (EQ) 38:13 C. Mackin (PP) 47:41 | (0:0, 1:0, 1:1) | 43:31 (SH\PP2) M. McLeod | Widzów: 2400 Sędzia główny: Christian Ofner Manuel Nikolić Sędziowie liniowi: Elias Seewald David Nothegger |
| Godzina: 19:30 | 10 min. kar                              |                 | 12 min. kar              | Widzów: 2400 Sędzia główny: Christian Ofner Manuel Nikolić Sędziowie liniowi: Elias Seewald David Nothegger |

| 7 września 2023 | Servette Genewa | 6:1 | HC Bolzano | Patinoire des Vernets, Genewa |

| Szczegóły      | Szczegóły | Szczegóły       | Szczegóły          | Szczegóły                                                                                                  |
| -------------- | --- | --------------- | ------------------ | --- |
| Godzina: 19:45 | M.-A. Pouliot (EQ) 05:37 M. Miranda (EQ) 17:01 J. Jooris (EQ) 25:37 T. Hartikainen (EQ) 27:10 V. Praplan (EQ) 44:23 M.-A. Pouliot (PP) 48:36 | (2:0, 2:0, 2:1) | 43:47 (EQ) C. Ford | Widzów: 4652 Sędzia główny: Stefan Hürlimann Lukas Kohlmüller Sędziowie liniowi: Nathy Burgy Sébastien Duc |
| Godzina: 19:45 | 12 min. kar |                 | 10 min. kar        | Widzów: 4652 Sędzia główny: Stefan Hürlimann Lukas Kohlmüller Sędziowie liniowi: Nathy Burgy Sébastien Duc |

| 7 września 2023 | Rapperswil-Jona Lakers | 2:5 | Lukko | St. Galler Kantonalbank Arena, Rapperswil-Jona |

| Szczegóły      | Szczegóły                               | Szczegóły       | Szczegóły | Szczegóły |
| -------------- | --------------------------------------- | --------------- | --- | --- |
| Godzina: 19:45 | M. Noreau (EQ) 56:20 V. Rask (PP) 58:35 | (0:3, 0:1, 2:1) | 05:50 (EQ) S. Repo 13:11 (EQ) G. Fontaine 15:34 (EQ) J. Krannila 24:27 (EQ) H. Kainulainen 57:23 (SH/EN) T. Reunanen | Widzów: 3853 Sędzia główny: Michael Tscherrig Micha Hebeisen Sędziowie liniowi: Dominik Schlegel Dario Fuchs |
| Godzina: 19:45 | 8 min. kar                              |                 | 33 min. kar | Widzów: 3853 Sędzia główny: Michael Tscherrig Micha Hebeisen Sędziowie liniowi: Dominik Schlegel Dario Fuchs |

| 7 września 2023 | EC Red Bull Salzburg | 1:2 | ERC Ingolstadt | Eisarena Salzburg, Salzburg |

| Szczegóły      | Szczegóły             | Szczegóły       | Szczegóły                             | Szczegóły |
| -------------- | --------------------- | --------------- | ------------------------------------- | --- |
| Godzina: 20:20 | C. Genoway (SH) 21:09 | (0:0, 1:2, 0:0) | 36:13 (EQ) A. Rowe 38:38 (EQ) A. Rowe | Widzów: 2153 Sędzia główny: Kristijan Nikolić Ladislav Smetana Sędziowie liniowi: Christoph Bärnthaler Simon Riecken |
| Godzina: 20:20 | 8 min. kar            |                 | 10 min. kar                           | Widzów: 2153 Sędzia główny: Kristijan Nikolić Ladislav Smetana Sędziowie liniowi: Christoph Bärnthaler Simon Riecken |

| 8 września 2023 | Pelicans Lahti | 4:0 | Vítkovice Ridera | Isku Areena, Lahti |

| Szczegóły      | Szczegóły                                                                        | Szczegóły       | Szczegóły   | Szczegóły                                                                                                 |
| -------------- | -------------------------------------------------------------------------------- | --------------- | ----------- | --- |
| Godzina: 17:30 | A. Jämsen (PP) 08:07 R. Lasch (EQ) 09:29 E. Vilen (PP) 18:36 R. Lasch (EQ) 36:04 | (3:0, 1:0, 0:0) |             | Widzów: 1658 Sędzia główny: Anssi Salonen Riku Brander Sędziowie liniowi: Onni Hautamaki Lauri Nikulainen |
| Godzina: 17:30 | 10 min. kar                                                                      |                 | 14 min. kar | Widzów: 1658 Sędzia główny: Anssi Salonen Riku Brander Sędziowie liniowi: Onni Hautamaki Lauri Nikulainen |

| 8 września 2023 | Ilves | 5:4 | HC Oceláři Trzyniec | Nokia Arena, Tampere |

| Szczegóły      | Szczegóły | Szczegóły       | Szczegóły                                                                           | Szczegóły                                                                                               |
| -------------- | --- | --------------- | ----------------------------------------------------------------------------------- | --- |
| Godzina: 18:00 | O. Palve (EQ) 05:40 P. Kodýtek (PP) 10:33 J. Könönen (EQ) 25:46 L. Lancaster (PP) 43:00 L. Lancaster (EQ) 52:51 | (2:0, 1:4, 2:0) | 20:22 (PP2) A. Nestrašil 21:18 (EQ) R. Pánik 28:02 (EQ) M. Dańo 32:25 (EQ) R. Pánik | Widzów: 4689 Sędzia główny: Lassi Heikkinen Mikko Kaukokari Sędziowie liniowi: Niko Nurmio Joni Pekkala |
| Godzina: 18:00 | 8 min. kar |                 | 14 min. kar                                                                         | Widzów: 4689 Sędzia główny: Lassi Heikkinen Mikko Kaukokari Sędziowie liniowi: Niko Nurmio Joni Pekkala |

| 8 września 2023 | Färjestad BK | 4:1 | EHC Biel | Löfbergs Arena, Karlstad |

| Szczegóły      | Szczegóły                                                                                   | Szczegóły       | Szczegóły            | Szczegóły                                                                                               |
| -------------- | ------------------------------------------------------------------------------------------- | --------------- | -------------------- | --- |
| Godzina: 19:00 | J. Kellman (EQ) 32:58 M. Lindqvist (EQ) 45:02 J. Kellman (EQ) 52:58 J. Nygård (EQ/EN) 59:25 | (0:1, 1:0, 3:0) | 11:27 (EQ) R. Tanner | Widzów: 3352 Sędzia główny: Linus Öhlund Mikael Nord Sędziowie liniowi: Rasmus Strömberg Gustav Jonsson |
| Godzina: 19:00 | 6 min. kar                                                                                  |                 | 4 min. kar           | Widzów: 3352 Sędzia główny: Linus Öhlund Mikael Nord Sędziowie liniowi: Rasmus Strömberg Gustav Jonsson |

| 8 września 2023 | Växjö Lakers | 5:2 | Aalborg Pirates | Vida Arena, Växjö |

| Szczegóły      | Szczegóły | Szczegóły       | Szczegóły                                     | Szczegóły                                                                                                  |
| -------------- | --- | --------------- | --------------------------------------------- | --- |
| Godzina: 19:00 | J. Blichfeld (EQ) 02:07 M. Ågren (EQ) 06:56 D. McLaughlin (PP) 36:05 F. Eriksson (EQ) 45:20 M. Lundberg (EQ) 45:36 | (2:0, 1:0, 2:2) | 55:40 (PP) P.-O. Morin 56:17 (PP) T. Ladehoff | Widzów: 2666 Sędzia główny: Tobias Björk Mikael Sjöqvist Sędziowie liniowi: Rickard Nilsson Anders Nyqvist |
| Godzina: 19:00 | 4 min. kar |                 | 8 min. kar                                    | Widzów: 2666 Sędzia główny: Tobias Björk Mikael Sjöqvist Sędziowie liniowi: Rickard Nilsson Anders Nyqvist |

| 8 września 2023 | EHC Red Bull Monachium | 5:2 | HC Košice | Olympia-Eisstadion, Monachium |

| Szczegóły      | Szczegóły                                                                                                 | Szczegóły       | Szczegóły                                 | Szczegóły                                                                                                |
| -------------- | --- | --------------- | ----------------------------------------- | --- |
| Godzina: 19:30 | A. Ortega (PP) 10:05 F. Varejcka (EQ) 17:49 P. Hager (EQ) 33:15 N. Kraemmer (EQ) 38:45 J. Blum (EQ) 44:45 | (2:0, 2:1, 1:1) | 27:41 (PP) J. Olsson 42:25 (PP) J. Olsson | Widzów: 2634 Sędzia główny: Sean MacFarlane Marian Rohatsch Sędziowie liniowi: Tim Heffner Andreas Hofer |
| Godzina: 19:30 | 12 min. kar                                                                                               |                 | 6 min. kar                                | Widzów: 2634 Sędzia główny: Sean MacFarlane Marian Rohatsch Sędziowie liniowi: Tim Heffner Andreas Hofer |

### 4 kolejka
| 9 września 2023 | Tappara | 3:5 | Skellefteå AIK | Nokia Arena, Tampere |

| Szczegóły      | Szczegóły                                                           | Szczegóły       | Szczegóły | Szczegóły                                                                                               |
| -------------- | ------------------------------------------------------------------- | --------------- | --- | --- |
| Godzina: 16:00 | C. Camper (PP) 11:21 O. Somppi (PP) 18:19 N. Halloran (PP/EA) 56:46 | (2:2, 0:3, 1:0) | 01:48 (EQ) M. Dzierkals 04:17 (PP) R. Hugg 26:57 (EQ) S. Robertsson 32:49 (EQ) L. Lindström 38:45 (EQ) A. Sandin-Pellika | Widzów: 4408 Sędzia główny: Joonas Kova Kristian Vikman Sędziowie liniowi: Tommi Niittylä Jussi Thomann |
| Godzina: 16:00 | 12 min. kar                                                         |                 | 14 min. kar | Widzów: 4408 Sędzia główny: Joonas Kova Kristian Vikman Sędziowie liniowi: Tommi Niittylä Jussi Thomann |

| 9 września 2023 | Dynamo Pardubice | 6:1 | ERC Ingolstadt | Enteria arena, Pardubice |

| Szczegóły      | Szczegóły | Szczegóły       | Szczegóły             | Szczegóły                                                                                         |
| -------------- | --- | --------------- | --------------------- | ------------------------------------------------------------------------------------------------- |
| Godzina: 16:30 | D. Rákos (EQ) 02:22 D. Cienciala (PP) 08:26 R. Říčka (EQ) 13:52 L. Sedlák (EQ) 16:01 D. Cienciala (EQ) 27:33 T. Urban (PP) 32:41 | (4:0, 2:0, 0:1) | 40:45 (PP) W. Simpson | Widzów: 4389 Sędzia główny: Jan Hribik Daniel Pražák Sędziowie liniowi: Jiří Svoboda Petr Šimánek |
| Godzina: 16:30 | 56 min. kar |                 | 66 min. kar           | Widzów: 4389 Sędzia główny: Jan Hribik Daniel Pražák Sędziowie liniowi: Jiří Svoboda Petr Šimánek |

| 9 września 2023 | Servette Genewa | 9:1 | Rouen Dragons | Patinoire des Vernets, Genewa |

| Szczegóły      | Szczegóły | Szczegóły       | Szczegóły            | Szczegóły |
| -------------- | --- | --------------- | -------------------- | --- |
| Godzina: 19:45 | S. Vatanen (EQ) 03:14 A. Jacquemet (EQ) 06:54 T. Hartikainen (EQ) 07:13 G. Maillard (EQ) 23:24 D. Winnik (EQ) 24:05 V. Praplan (EQ) 25:53 M.-A. Pouliot (EQ) 30:07 M.-A. Pouliot (EQ) 32:31 M. Miranda (EQ) 44:02 | (3:0, 5:0, 1:1) | 42:47 (EQ) M. Haščák | Widzów: 4971 Sędzia główny: Michael Tscherrig Loïc Ruprecht Sędziowie liniowi: Dominik Altmann Aurélien Urfer |
| Godzina: 19:45 | 4 min. kar |                 | 8 min. kar           | Widzów: 4971 Sędzia główny: Michael Tscherrig Loïc Ruprecht Sędziowie liniowi: Dominik Altmann Aurélien Urfer |

| 9 września 2023 | Belfast Giants | 4:0 | HC Bolzano | The SSE Arena, Belfast |

| Szczegóły      | Szczegóły                                                                            | Szczegóły       | Szczegóły  | Szczegóły                                                                                             |
| -------------- | ------------------------------------------------------------------------------------ | --------------- | ---------- | --- |
| Godzina: 20:00 | Q. Preston (EQ) 06:53 D. Tedesco (EQ) 16:01 K. Sato (EQ) 34:58 D. Tedesco (EQ) 50:07 | (2:0, 1:0, 1:0) |            | Widzów: 6130 Sędzia główny: Andrew Dalton Liam Sewell Sędziowie liniowi: Danny Beresford Scott Rodger |
| Godzina: 20:00 | 16 min. kar                                                                          |                 | 6 min. kar | Widzów: 6130 Sędzia główny: Andrew Dalton Liam Sewell Sędziowie liniowi: Danny Beresford Scott Rodger |

| 9 września 2023 | EC Red Bull Salzburg | 5:2 | Stavanger Oilers | Eisarena Salzburg, Salzburg |

| Szczegóły      | Szczegóły | Szczegóły       | Szczegóły                                     | Szczegóły                                                                                                   |
| -------------- | --- | --------------- | --------------------------------------------- | --- |
| Godzina: 20:20 | P. Schneider (EQ) 20:20 P. Huber (EQ) 25:32 C. Genoway (EQ) 27:17 T. Bourke (PP) 39:50 T. Raffl (EQ/EN) 58:35 | (0:0, 4:0, 1:2) | 43:00 (PP2) D. Kissel 43:17 (PP) A. Henriksen | Widzów: 1192 Sędzia główny: Christian Ofner Manuel Nikolić Sędziowie liniowi: David Nothegger Simon Riecken |
| Godzina: 20:20 | 8 min. kar |                 | 2 min. kar                                    | Widzów: 1192 Sędzia główny: Christian Ofner Manuel Nikolić Sędziowie liniowi: David Nothegger Simon Riecken |

| 10 września 2023 | Lukko | 0:6 | Adler Mannheim | Kivikylän Areena, Rauma |

| Szczegóły      | Szczegóły  | Szczegóły       | Szczegóły | Szczegóły |
| -------------- | ---------- | --------------- | --- | --- |
| Godzina: 15:00 |            | (0:3, 0:0, 0:3) | 00:23 (EQ) K. Bennett 12:46 (EQ) D. Fischbuch 17:19 (EQ) L. Vey 43:24 (EQ) S. Loibl 44:15 (EQ) K. Holzer 53:32 (EQ) D. Wolf | Widzów: 3313 Sędzia główny: Mikko Kaukokari Jukka-Pekka Koistinen Sędziowie liniowi: Joni Pekkala Lauri Nikulainen |
| Godzina: 15:00 | 6 min. kar |                 | 10 min. kar | Widzów: 3313 Sędzia główny: Mikko Kaukokari Jukka-Pekka Koistinen Sędziowie liniowi: Joni Pekkala Lauri Nikulainen |

| 10 września 2023 | Pelicans Lahti | 1:3 | HC Oceláři Trzyniec | Isku Areena, Lahti |

| Szczegóły      | Szczegóły               | Szczegóły       | Szczegóły                                                       | Szczegóły                                                                                             |
| -------------- | ----------------------- | --------------- | --------------------------------------------------------------- | --- |
| Godzina: 15:00 | L. Tukiainen (EA) 59:46 | (0:0, 0:3, 1:0) | 22:27 (SH) D. Voženílek 28:14 (EQ) M. Dańo 36:18 (EQ) K. Wałęga | Widzów: 2033 Sędzia główny: Kristian Vikman Anssi Salonen Sędziowie liniowi: Luka Mäkinen Niko Nurmio |
| Godzina: 15:00 | 6 min. kar              |                 | 33 min. kar                                                     | Widzów: 2033 Sędzia główny: Kristian Vikman Anssi Salonen Sędziowie liniowi: Luka Mäkinen Niko Nurmio |

| 10 września 2023 | Ilves | 3:2 pk. | Vítkovice Ridera | Nokia Arena, Tampere |

| Szczegóły      | Szczegóły                                                             | Szczegóły                 | Szczegóły                               | Szczegóły                                                                                           |
| -------------- | --------------------------------------------------------------------- | ------------------------- | --------------------------------------- | --------------------------------------------------------------------------------------------------- |
| Godzina: 15:00 | L. Lancaster (PP2) 35:33 J. Nyman (EQ) 36:57 L. Lancaster (GWG) 65:00 | (0:2, 2:0, 0:0, 0:0, 1:0) | 04:15 (PP) M. Kalus 13:27 (EQ) M. Prčík | Widzów: 4387 Sędzia główny: Joonas Kova Timo Ruuska Sędziowie liniowi: Onni Hautamaki Jussi Thomann |
| Godzina: 15:00 | 8 min. kar                                                            |                           | 10 min. kar                             | Widzów: 4387 Sędzia główny: Joonas Kova Timo Ruuska Sędziowie liniowi: Onni Hautamaki Jussi Thomann |

| 10 września 2023 | Växjö Lakers | 4:0 | EHC Biel | Vida Arena, Växjö |

| Szczegóły      | Szczegóły                                                                            | Szczegóły       | Szczegóły   | Szczegóły                                                                                              |
| -------------- | ------------------------------------------------------------------------------------ | --------------- | ----------- | --- |
| Godzina: 15:30 | R. Rosén (PP) 09:02 M. Ågren (EQ) 14:01 M. Lundberg (EQ) 22:41 K. Kossila (EN) 58:19 | (2:0, 1:0, 1:0) |             | Widzów: 2648 Sędzia główny: Tobias Björk Mikael Holm Sędziowie liniowi: Rickard Nilsson Anders Nyqvist |
| Godzina: 15:30 | 10 min. kar                                                                          |                 | 10 min. kar | Widzów: 2648 Sędzia główny: Tobias Björk Mikael Holm Sędziowie liniowi: Rickard Nilsson Anders Nyqvist |